# 德卡爾布大道車站 (BMT線)
德卡爾布大道車站（英語：DeKalb Avenue station）是美國紐約地鐵BMT第四大道線和BMT布萊頓線共用的慢車地鐵站及跨月台轉車站，位於布魯克林德卡爾布大道和夫拉特布殊大道交界，設有Q線（任何時候停站）、R線（任何時候停站）、B線（僅平日停站）、D線（僅深夜停站）、N線（僅深夜停站）與W線（僅繁忙時段的尖峰方向停站）列車服務。

## 車站結構
| G        | 街道層                | 出入口 |
| M        | 夾層                  | 閘機、車站詢問處、MetroCard自動售票機 |
| M        | 夾層                  | 往出口 升降機位於德卡爾布大道及夫拉特布殊大道出口東南角 |
| P 月台層 | 北行 經曼哈頓大橋     | 尖峰時段往貝德福德公園林蔭路、日中及黃昏往145街（格蘭街） · 深夜往諾伍德-205街（格蘭街） · 往96街（堅尼街）                                                                                           |
| P 月台層 | 島式月台，左/右側開門 | |
| P 月台層 | 北行 經蒙塔格街隧道   | 往森林小丘-71大道（深夜時白廳街）（傑伊街-都會科技） · 深夜時、 尖峰時往迪特馬斯林蔭路（傑伊街-都會科技）                                                                                             |
| P 月台層 | 北行快速 經曼哈頓大橋 | 不停靠 |
| P 月台層 | 南行快速 從曼哈頓大橋 | 不停靠 |
| P 月台層 | 南行 從蒙塔格街隧道   | 往灣脊區-95街（大西洋大道-巴克萊中心（第四大道）） · 深夜時經BMT海灘線往康尼島-斯提威爾大道（大西洋大道-巴克萊中心（第四大道） · 繁忙時段往86街-格雷夫森德（大西洋大道-巴克萊中心（第四大道））       |
| P 月台層 | 島式月台，左/右側開門 | |
| P 月台層 | 南行 從曼哈頓大橋     | 往布萊頓海灘（大西洋大道-巴克萊中心（布萊頓）） · 深夜時經BMT西城線往康尼島-斯提威爾大道（大西洋大道-巴克萊中心（第四大道）） · 經BMT布萊頓線往康尼島-斯提威爾大道（大西洋大道-巴克萊中心（布萊頓）） |

此地下車站在兩對外側軌道之間設有島式月台和六條軌道，中央兩條軌道通過此站。月台支柱下半部塗上紅色，上半部塗上奶白色。
車站以北，外側和通過軌道途經立體交匯後，利用曼哈頓大橋進入曼哈頓，快速列車既可使用大橋北側克里斯蒂街連接前往IND第六大道線或大橋南側前往BMT百老匯線。普通列車繼續沿中央軌道北行，沿BMT第四大道線通過蒙塔格街隧道前往BMT百老匯線或BMT納蘇街線，後者不作營運。
此站以南，通過軌道成為第四大道線的快車軌道。其餘四條軌道在立體交匯成為六條。經隧道來的南行慢車或外側軌道列車可以繼續前往BMT布萊頓線或轉線前往第四大道線慢車軌道。現時的服務路線中隧道路線沒有布萊頓線列車。
此站的夾層較其他車站短，預留計劃中的拉法葉大道線。該地鐵連接線從未興建。此站以北近曼哈頓大橋有預留一條迴圈到布魯克林南部、不通過曼哈頓大橋前往曼哈頓的軌道。通過的列車上還可以看見未興建迴圈的鐘口。此站以南的福爾頓街興建了一個接駁從未興建途經拉法葉大道和百老匯支線的交匯處。

## 延伸閱讀
- "Plans New Transit Tube to Brooklyn", New York Times December 7, 1919; page E1

## 外部連結
- nycsubway.org—BMT Brighton Line: DeKalb Avenue
- nycsubway.org—DeKalb Improvisation Artwork by Stephen T. Johnson (2004):
- nycsubway.org—Detailed track layout around DeKalb Ave:
- Station Reporter — B Train
- Station Reporter — Q Train
- Station Reporter — R Train
- The Subway Nut — DeKalb Avenue Pictures （页面存档备份，存于）
- MTA's Arts For Transit — DeKalb Avenue (BMT Fourth Avenue Line)
- DeKalb Avenue (east of Flatbush Avenue Extension) entrance from Google Maps Street View （页面存档备份，存于）
- DeKalb Avenue (west of Flatbush Avenue Extension) entrance from Google Maps Street View
- Fleet Street entrance from Google Maps Street View （页面存档备份，存于）
- Northbound platform from Google Maps Street View
- Southbound platform from Google Maps Street View